# ベイジョー人
ベイジョー人（英語：Bajoran）はアメリカのSFテレビドラマ／映画『スタートレック』シリーズに登場する架空のヒューマノイド型異星人。

## 概略
劇中世界の舞台となる銀河系アルファ宇宙域の辺境にある、ベイジョー星系7号星に住む人々。星間国家の一つカーデシア連合に長らく強制的に統治されていた。身体的な外見は基本的に人間と同じように見えるが鼻に皺がある。文化的な外見として、右耳に信仰を表す装飾イヤリングを付けている。

## 劇中の設定

### 精神
聖なる神殿（ベイジョー・ワームホール）に住む預言者を信仰しており実際にも心が繋がっている。宗教組織として、最高指導者のカイ(Kai)を頂点に高級聖職者であるヴェデク(Vedek)が議会を構成している。強い信仰心に裏打ちされた精神的に強い民族であり、それぞれが預言者からもたらされた預言書や発光体からの啓示の解釈に努めている為、議論好きな種族でもある。

彼らにとって預言者は神であり、ワームホール異星人ということを強く否定しており、またそう表現されることを非常に嫌う。

まれに預言者の敵であるパー・レイスを信仰する者もいる。

### 暮らし
農耕民族であり、主要な貿易品も農作物である。
ベイジョーの酒にスプリングワイン、お菓子にはジャムジャスティックがある。
ベイジョー星は美しい自然が残されており、古代からの創造的文化と調和して発展してきたが、カーデシアの占領によって衰退し近代的な建物が少なくなり、農地も荒廃してしまった。
ベイジョーの1日は地球時間で言う26時間なので、「丸2日間」を表すために「52時間」という表現を使うことがある。
妊娠期間は人間の半分ほどで、妊娠の際は地球人のつわりのような吐き気等ではなく代わりにくしゃみが頻発する。

### 姓名の特徴
ベイジョー人の姓名は姓・名の順に表記する。
しかし、カーデシア占領時代には他の星に合わせて名・姓の順で名乗る者もいた。

### かつての文化
カーデシア占領前まではデジャーラと呼ばれる厳しいカースト制度が敷かれていた。
デジャーラは生まれた家によって就ける仕事が決められている制度である。
しかし、カーデシア占領時代には誰もが兵士として戦えるようにする必要があったので廃止された。
占領が終わっても(例外的な一時期を除いて)復活することはなかった。

### 政治
解放後は臨時政府議会が統治している。惑星連邦への加盟を目指し連邦から支援を受ける。
しかし、政府･軍部･宗教界の中には連邦への加盟に反対する有力者も多く、政治はたびたび混乱した。
精神的指導者であるカイが首相に匹敵する権力を持つとされ、カイと首相を同一人物が兼任することもある。

## 劇中の歴史
年代は地球の西暦を基準とする。
- （24世紀から）1万年前、発光体（預言者の涙）がもたらされる。預言者に対する宗教が勃興する。
- 1571年、ソーラーセイル宇宙船でベイジョー星系内を航行する。
- 2328年、カーデシアの侵略を受け、統治される。
- 2369年、カーデシアの占領から脱する。惑星連邦に支援を受ける。
- 2371年、カーデシアと平和協定を結ぶ。
- 2373年、惑星連邦への加盟をベンジャミン・シスコの提言により延期する。ドミニオンと不可侵条約を締結。ドミニオン戦争に関して中立となる。
- 2374年、ディープ・スペース・ナインがドミニオン・カーデシア同盟による再占領を受けるが、ベイジョーは不可侵協定のお陰でカーデシアの侵略から免れる。惑星連邦の宇宙艦隊とクリンゴン帝国の艦隊がDS9をドミニオン・カーデシア同盟から奪回して、再び惑星連邦と協力関係に戻る。
- 2375年、ドミニオン戦争が終結し、惑星連邦への加盟を再申請する。

## 代表的なベイジョー人
- キラ・ネリス
- ロー・ラレン
- シトー・ジャクサ
- オパカ・スラン （カイ（～2369年）、ガンマ宇宙域に立ち去る）
- ウィン・アダミ （ヴェデク（～2371年）、カイ（2371年～））
- バライル・アントス （ヴェデク）
- シャカール・アドン （レジスタンスのリーダー、解放後は政府首相）